# Thrasher (wrestler)
Glen Ruth (Camden, 13 giugno 1969) è un wrestler statunitense sotto contratto con la WWE, dove si esibisce con il ring name di Thrasher.
È noto per i suoi trascorsi nella World Wrestling Federation dove ha combattuto con il nome di Thrasher. In WWF, è riuscito a conquistare una volta il WWF Tag Team Championship insieme a Mosh e una volta il WWF Hardcore Championship.

## Carriera
Ruth venne allenato da Larry Sharpe e debuttò nel 1990 come The Spider. Diventò l'assistente di Sharpe e allenò lui stesso talenti come Big Show. Ruth apparì anche nel secondo episodio di Raw, dove venne usato come jobber per lanciare Marty Jannetty.

### World Wrestling Federation (1996-2000)
Ruth debuttò come Thrasher nella puntata di WWF Superstars of Wrestling del 24 novembre 1996 come uno degli Headbangers insieme a Mosh. I due interpretavano la gimmick dei metallari e indossavano dei piercing e dei pantaloni lunghi. Il 7 settembre 1997, gli Headbangers vinsero i WWF Tag Team Championship sconfiggendo altri quattro tag team a Ground Zero. Persero i titoli solo un mese più tardi contro i Godwinns.
Gli Headbangers si divisero nel 1999, quando Thrasher si infortunò alla gamba e Mosh iniziò una carriera da singolo. Il 10 ottobre, però, i due si riunirono quando Thrasher venne in aiuto di Mosh che stava per essere arrestato per abuso sessuale su Marianna Komlos (Kayfabe). L'accusa si rivelò falsa, e la polizia se ne andò portando con sé la Komlos. Dopo la loro riunione, i due combatterono da heel, senza però riuscire a riconquistare i titoli di coppia.
Nel 2000, a  WrestleMania 2000, Ruth prese parte alla battle royal valida per il WWF Hardcore Championship. Mantenne il titolo per 45 secondi schienando nella battle royal il campione temporaneo precedente ovvero Joey Abs per poi essere nuovamente schienato da Pete Gas perdendo il titolo. Dopo la seconda separazione degli Headbangers, Mosh combatté in coppia con D'Lo Brown e Thrasher combatté a Jakked alcuni match singoli, alternando vittorie e sconfitte. Nel suo ultimo match, tenutosi a Jakked, sconfisse Rodney. Verso la fine del 2000, venne licenziato dalla WWF.
Combatté per altri due anni nel circuito indipendente per poi ritirarsi ufficialmente dal wrestling nel 2002.

### Ring of Honor (2012-presente)
Il 24 giugno 2012, Ruth esce dal ritiro debuttando nella Ring of Honor come i Guardians of Truth insieme a Mosh, perdendo contro i Briscoe Brothers ma salvando Truth Martini dall'attacco dei due fratelli. Nei tapings ROH del 29 giugno, i Guardians of Truth perdono di nuovo contro i Briscoe Brothers. Però, vengono successivamente annunciati come uno dei tag teams che parteciperà all'assegnazione dei titoli di coppia ROH dopo che questi sono stati resi vacanti per passaggio di Kenny King alla TNA. Al torneo, vengono però subito eliminati da Charlie Haas e Rhett Titus.

## Titoli e riconoscimenti
Blackburn Wrestling Alliance
- BWA Tag Team Championship (1 - con Greg Spitz)

Coastal Championship Wrestling
- CCW Tag Team Championship (1 - con Mosh)

Heartland Wrestling Association
- HWA Tag Team Championship (1 - con Mosh)

Insane Championship Wrestling
- ICW Streetfight Tag Team Championship (1 - con Mosh)

Main Event Championship Wrestling
- MECW Tag Team Championship (1 - con Mosh)

Maryland Championship Wrestling
- MCW Tag Team Championship (1 - con Mosh)

NWA Southwest
- NWA World Tag Team Championship (1 - con Mosh)

New England Wrestling Federation
- NEWF Tag Team Championship (3 - con Mosh)

Texas Wrestling Alliance
- TWA Tag Team Championship (1 - con Mosh)

Pro Wrestling Illustrated
- 110º nella classifica dei 500 migliori wrestler su PWI 500 (1997)

World Wrestling Federation
- WWF Hardcore Championship (1)
- WWF World Tag Team Championship (1 - con Mosh)